# Egzon Bejtulai
Egzon Bejtulai (makedonska: Егзон Бејтулаи), född 7 januari 1994, är en nordmakedonsk fotbollsspelare som spelar för kosovanska Drita. Han representerar även Nordmakedoniens landslag.